# St-Blaise (Les Baux-de-Provence)

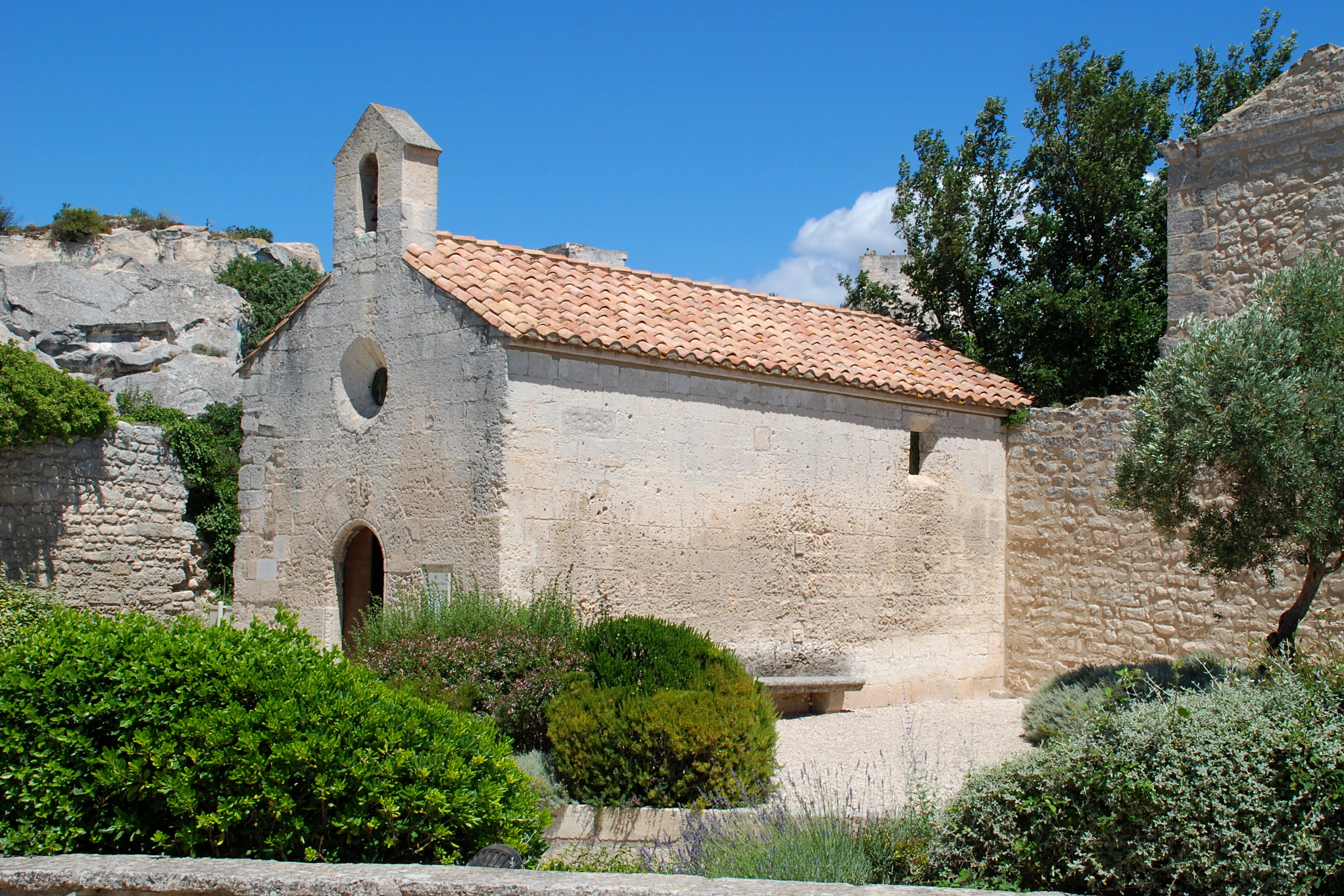
Kapelle Saint-Blaise

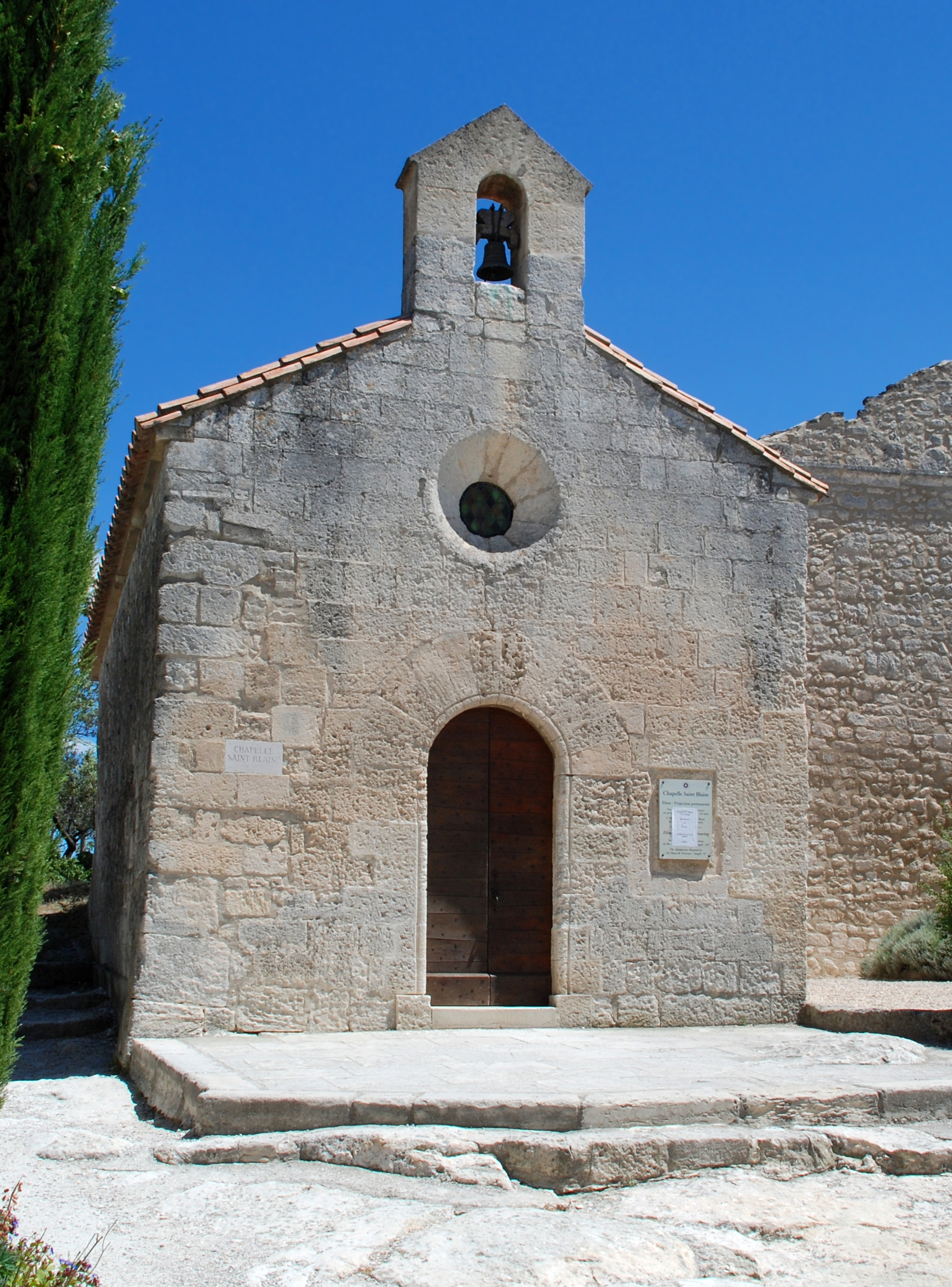
Portalfassade der Kapelle

Die ehemalige katholische Kapelle  Saint-Blaise in Les Baux, einer französischen Gemeinde im Département Bouches-du-Rhône in der Region Provence-Alpes-Côte d’Azur, wurde im 12. Jahrhundert errichtet. Die Kirche ist seit 1904 ein geschütztes Kulturdenkmal (Monument historique).

## Geschichte
Die Kapelle wurde von der Zunft der Weber errichtet und ihrem Schutzpatron, dem heiligen Blasius, geweiht. Im 18. Jahrhundert wurde das inzwischen profanierte Gebäude zum Zunfthaus der Weberzunft umgewandelt.

## Architektur
Die kleine Kapelle ist aus Hausteinen gemauert und von einem Satteldach mit Tonziegeln gedeckt. An der Westfassade befindet sich das Portal mit hohen Bogensteinen und darüber ein Okulus. Auf dem Giebel sitzt ein Dachreiter mit einer Glocke.